# بريا دي أراغون
بلدية بريا دي أراغون (بالإسبانية: Brea de Aragón) هي بلدية تقع في مقاطعة سرقسطة التابعة لمنطقة أراغون شمال شرق إسبانيا.

## الديموغرافيا
بلغ عدد سكان بلدية بريا دي أراغون 1.816 نسمة عام 2011 (وفقاً للمعهد الوطني الإسباني للإحصاء).
| 2.019 | 2.031 | 2.011 | 1.973 | 1.872 | 1.897 | 1.816 |